# Haka (företag)
Byggnadslaget Haka (finska: Rakennuskunta Haka) var ett kooperativt byggnadsföretag i Helsingfors, grundat 1938. Haka, som på 1980-talet var ett av Finlands största byggnadsföretag, försattes i konkurs 1994, varefter Skanska tog över dess orderstock.